# روبرت إف. كولمان
روبرت إف. كولمان (بالإنجليزية: Robert F. Coleman)‏ هو أستاذ جامعي ورياضياتي أمريكي، ولد في 22 نوفمبر 1954 في غلين كوف في الولايات المتحدة، وتوفي في 24 مارس 2014 في سان بابلو في الولايات المتحدة بسبب مرض.